# کنپا سکورتسکا
کنپا سکورتسکا (به لهستانی:  Kępa Skórecka) یک روستا در لهستان است که در گمینا ماگنوشو واقع شده‌است.
 کنپا سکورتسکا  ۱۸۰ نفر جمعیت دارد.